# Naša Russia
Naša Russia (Наша Russia) è una sitcom russa andata in onda dall'4 novembre 2006 al 14 ottobre 2011 sul canale TNT. Nel 2010, il lungometraggio “Naša Russia. Jajca sud'by“.

## Trama
Lo spettacolo ha diverse trame. La loro presenza e significato possono variare da serie a serie. Ad esempio, la trama dei "Ragazzi Krasnodar" era originariamente basata sul loro acquisto di preservativi (stagione 1), poi la scena è stata spostata in una discoteca dove cercano di entrare, e poi cercano di rimorchiare le ragazze in questo club (stagione 2), poi hanno provato a comprare film porno, rimorchiare ragazze, passare davanti ai loro genitori mentre erano sballati (stagione 3), fare sesso con ragazze in vacanza ad Anapa (stagione 4), incontrare moscoviti (stagione 5).